# Rory Culkin
Rory Hugh Culkin (født 21. juli 1989) er en amerikansk skuespiller. Han er yngre bror til skuespillerne Macaulay Culkin og Kieran Culkin.

## Filmografi i udvalg
- Signs (2002)
- Igby Goes Down (2002)
- The Zodiac (2005)